# Памятник воинам-водителям БМ-13 «Катюша»
Память

о павших

— священна.
Памятник воинам-водителям БМ-13 «Катюша» — достопримечательность в Долгинцевском районе города Кривой Рог.

## История
Возведён 8 февраля 1985 года, решением исполкома Долгинцевского районного совета № 73, по случаю 40-летия Победы.
19 ноября 1990 года, решением Днепропетровского областного исполнительного комитета № 424, взят на государственный учёт под охранным номером 6316.

## Характеристика
Макет реактивной установки БМ-13 «Катюша» на базе автомобиля ЗИС-5 установлен на постаменте, облицованном полированными плитами красного гранита.
Памятник в честь подвига советских воинов-водителей в Великой Отечественной войне возведён по инициативе работников АТП-03102. Авторы — архитекторы института «Механобрчермет»: Пётр Семёнович Подруль и Давид Вениаминович Доброневский. В возведении участвовал трест «Криворождорстрой».
Находится в Долгинцевском районе на площади Домностроителей.